# 유비트 리플즈
유비트 리플즈(Jubeat Ripples)는 전작인 유비트(Jubeat)의 확장판 개념으로 새롭게 출시된 리듬액션 게임으로, 일본의 컴퓨터비디오 게임 개발사인 코나미에서 2009년 8월 5일 발매하였다. 대한민국에는 2009년 8월 27일 완벽 한글화되어 정식 출시되었으며, 2009년 8월 말에서 9월 초에 걸쳐 유비트가 설치되어 있는 게임센터를 중심으로 대부분이 교체되었다. 컬러링은 에메랄드.
전작에 새로운 곡은 물론 마커와 칭호도 추가되었고, 국내에 유통되는 유비트 리플즈는 한글화도 되어 있다.
2010년 3월 10일 유비트 리플즈를 기반으로 20곡의 신곡을 추가한 유비트 리플즈 어펜드가 발매되었으나 대한민국에는 비트매니아 IIDX와의 연동성에 의하여 출시되지 않았다. 후속작으로는 유비트 니트가 8월10일 출시되었다.

## 전작과의 차이
1. 유비트에서 D에서 SS로 나뉘던 클래스 체계가 그레이드 체계로 바뀌었다. 전작의 클래스 포인트에 대응되는 그레이드 포인트를 모아 그레이드 업이 가능하다. 또한 그레이드 업에 따라 새로운 곡 추가와 마커 획득이 가능하다. 칭호를 모을 때마다 추가로 얻어지는 그레이드 포인트도 있다.
2. 프렌드 기능이 강화되었다. 특히 사용자가 곡을 지정하여 대회를 개최하는 것이 가능해졌다.
3. 곡을 선택할 시에 전곡 랜덤, 레벨별 랜덤 선택이 가능해졌다. 곡의 정렬 기능도 추가되었다.
4. 배경을 선택할 수 있게 되었으며, 마커의 이름을 알 수 있게 되었다.

## 레이팅의 계산
곡을 클리어 했을 시에 계산되는 레이팅이 전작에 비해 약간 상세해졌다. (굵은 부분이 새로 생기거나 조건이 바뀐 레이팅)
- E … 500,000점 미만
- D … 500,000점 이상 700,000점 미만
- C … 700,000점 이상 800,000점 미만
- B … 800,000점 이상 850,000점 미만
- A … 850,000점 이상 900,000점 미만
- S … 900,000점 이상 950,000점 미만
- SS … 950,000점 이상 980,000점 미만
- SSS … 980,000점 이상 1,000,000점 미만
- EXC … 1,000,000점

## 확장팩 리플즈 어펜드
유비트 리플즈 어펜드(Jubeat Ripples Append)는 전작인 유비트 리플즈(Jubeat Ripples)의 확장판 개념으로 출시된 리듬액션 게임으로, 일본의 컴퓨터비디오 게임 개발사인 코나미에서 2010년 3월 18일 발매하였다. 컬러링은 유비트 리플즈와 같은 에메랄드.
하드디스크 교체방식을 통해서 업그레이드가 진행되었으며, 대한민국에는 비트매니아 IIDX와의 연동성에 의하여 출시되지 않았다.
어펜드의 구별방법은 타이틀 화면 우측 상단에 어펜드 마크가 있으면 어펜드 기기로 업그레이드 된 것이다.

### 전작에서 추가된점
1. 신곡 20여곡, 칭호 등이 추가되었다.
2. 비트매니아 IIDX와의 연동으로 인한 해금 기능이 추가되었다.